# Chiesa di Santa Marta (Ivrea)
La chiesa di Santa Marta è una chiesa sconsacrata del comune italiano di Ivrea nella città metropolitana di Torino in Piemonte. La sua prima costruzione risale al XV secolo.

## Storia
La chiesa venne eretta nella seconda metà del XV secolo per volontà della confraternita di Santa Marta, un sodalizio di disciplinanti istituito nel 1460, per essere poi ricostruita verso la fine del XVI secolo. Sulla destra del portale, nel 1622 era già stato costruito l’oratorio, utilizzato dai confratelli per la recita dell’ufficio della Beata Maria Vergine nei giorni festivi. Rimaneggiamenti successivi diedero all'edificio le forme barocche che persistono tutt'oggi fin dalla seconda metà del XVII secolo.
La chiesa, chiusa definitivamente al culto dopo la seconda guerra mondiale, venne acquistata negli anni 1970 dal comune di Ivrea, che la restaurò e la convertì in una sala per conferenze.

## Descrizione

### Esterni
La facciata della chiesa presenta otto colonne disposte in due ordini.